# Karl Friedrich Pfau
Pour les articles homonymes, voir Pfau.
Karl Friedrich Pfau alias Erich Blum (né le 15 mars 1857 à Zwenkau et mort le 14 avril 1939 à Leipzig) est un éditeur et écrivain allemand.

## Biographie
Pfau est apprenti chez FA Brockhaus à Leipzig. De 1876 à 1882, il séjourne à Strasbourg, Heidelberg, Stuttgart et Dresde pour le travail. Depuis 1884, il est libraire indépendant, puis libraire d'une maison d'édition à Leipzig.
Il écrit 59 articles pour l'Allgemeine Deutsche Biographie.

## Publications

### Rédaction
- Das Buch berühmter Buchhändler, 2 Vol. Leipzig, 1885 u. 1886
- Luise, Königin von Preußen. Ein Lebensbild der unvergeßlichen Fürstin, Leipzig [1890]
- Der junge Sortimenter. Ein Leitfaden für Buchhändler und solche, die es werden wollen, Leipzig, 1891
- Der junge Verleger. Ein Leitfaden für Anfänger und solche, welche sich dem Verlage zuwenden wollen, Leipzig, 1891
- Die Reklame des Sortimenters, 1894
- Die Herren Gehülfen im Buchhandel, 1898
- Handbuch der kaufmännischen Organisation. Ein systematisches Lehrbuch der geschäftlichen Einrichtungen in Klein- und Grossbetrieben. 3 Vol. Leipzig, 1901
- Der Spediteur. Ein Hand- und Nachschlagewerk für alle Diejenigen, die im Speditionsfache tätig sind, 1903
- Der Buchhändler : Eine Encyklopädie d. buchhändler. Wissens, 1903
- König Georg von Sachsen. Ein deutsches Fürstenleben, 1906
- Handbuch für Kontrolleure und Revisoren in geschäftlichen und kaufmännischen Unternehmungen und Bureaus, Leipzig, 1907
- Das buchhändlerische Versandgeschäft. Wesen und Charakter desselben, Leipzig, 1913
- Die Einrichtung einer Leihbibliothek mit Lesezirkel, 1917
- Buchhändler-Korrespondenz, 1919
- Vertriebs-Plan des Buch- und Zeitungs-Verlegers, 1919
- Persönliche Winke des Sortimenters, 1919
- Der Buchhändler. Lehrbuch des praktischen Buchhandels, 2 Vol. Leipzig, 1925 u. 1927

### Direction
- Leipzig und seine Umgebung, Linz 1889
- Biographisches Lexikon des deutschen Buchhandels der Gegenwart. Leipzig, 1890[4]
- Der junge Kommissionär. Ein Leitfaden, Leipzig, 1891
- Die Korrespondenz des Sortimenters, Leipzig, 1891

### Édition
- Ferdinand Lassalle’s Gesamtwerke. Einzige Ausgabe, 5 Vol. Leipzig, 1899–1909
- Internationale Buchhändler-Akademie. Monatsschrift für die Gesamtinteressen des Buchhandels und der ihm verwandten Gewerbe, Leipzig, 1899